# 香積寺 (豊田市)
香積寺（こうじゃくじ）は、愛知県豊田市足助町飯盛にある曹洞宗の寺。山号は飯盛山（はんせいざん）。

## 由緒
開基は関白二条良基、足助重範の娘・滝野と、孫である成瀬三吉丸基久・基直（成瀬氏の先祖）などで、滅亡した足助氏の菩提を弔うために飯盛山（いいもりやま）の足助氏の居館（飯盛山城）跡に建立された。1427年（応永34年）、白峰祥瑞禅師により開山。寺号は維摩経香積仏国品から名付けられた。
本尊は聖観世音菩薩。境内には江戸時代後期に建てられた座禅堂が現存し、本堂の脇には開山当時から寺の鎮守として豊栄稲荷が奉られている。飯盛山中には歴代住職の墓や十六羅漢の石仏のほか、足助城主だった鈴木氏五代の墓も現存し、二条良基の死を伝え聞いた滝野が良基の残した装束を埋めたと伝わる「装束塚」があるほか、山頂近くには平安時代の末法思想に基づき、仏教の経典や仏具などを土中に埋めた「経塚」がある。

## 著名な住職

### 11世・参栄
1634年（寛永11年）頃から11世住職・参栄本秀（三栄と表記する場合もあり）が般若心経を一巻詠む毎にカエデやスギを1本ずつ巴川沿いの参道に植えたと伝えられ、この事から地元では「もみじの開祖」とも呼ばれている。後に大正から昭和に掛けて地元住民により植え足された事で紅葉の名所となった。詳しくは香嵐渓を参照の事。

### 25世・風外
25世住職・風外本高は書画に堪能で多くの作品を残した。香積寺では秋の「もみじ祭り」の期間中だけ収蔵されている書画を拝観出来る。（現在では豊田市美術館での保管の為、拝観は行っていない）

## 伽藍
- 本堂 - 1722年（享保7年）（棟札）。桁行実長は8.5間、梁間実長は7.5間、寄棟造り、鉄板葺き（元は茅葺き）[1]。
- 庫裏 - 江戸時代後期。桁行実長は15.5間、梁間実長は5間、切妻造り、桟瓦葺き[1]。
- 禅堂・衆寮 - 1820年（文政3年）（棟札）。桁行は10間、梁間は4.5間、切妻造り、桟瓦葺き[1]。
- 総門 - 江戸時代初期。1間の薬医門、切妻造り、桟瓦葺き[1]。

## 文化財

### 愛知県指定文化財
史跡
- 飯盛城址 - 鎌倉時代～戦国時代、豊田市・香積寺管理[2]。

### 豊田市指定文化財
絵画
- 僧風外作品群 - 江戸時代後期、香積寺所有、豊田市郷土資料館保管[3]。

彫刻
- 木造毘沙門天立像 - 平安時代、香積寺所有[4]。

工芸
- 鰐口 - 室町時代末期、香積寺所有[5]。

## ギャラリー

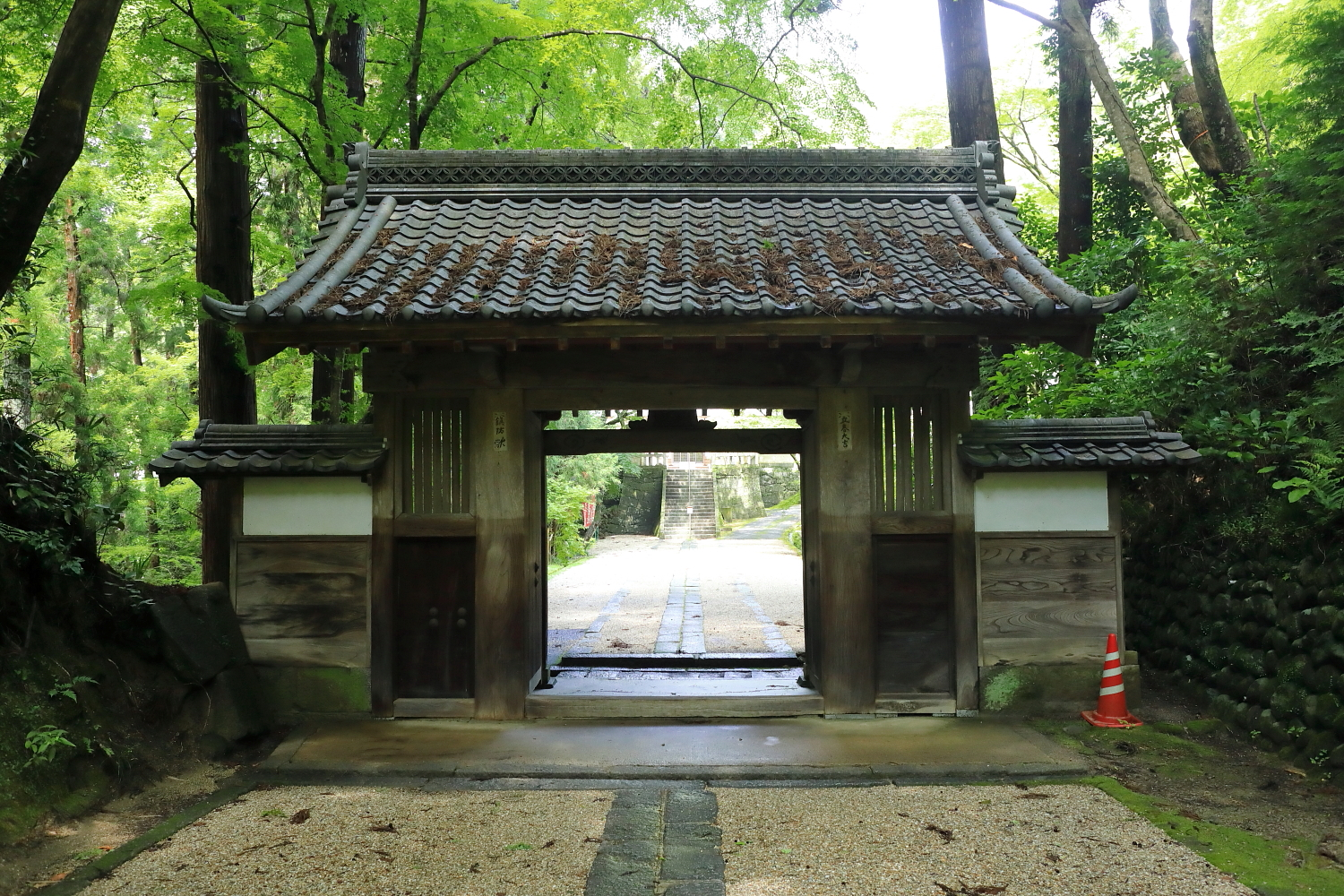
総門 （2019年（令和元年）8月）
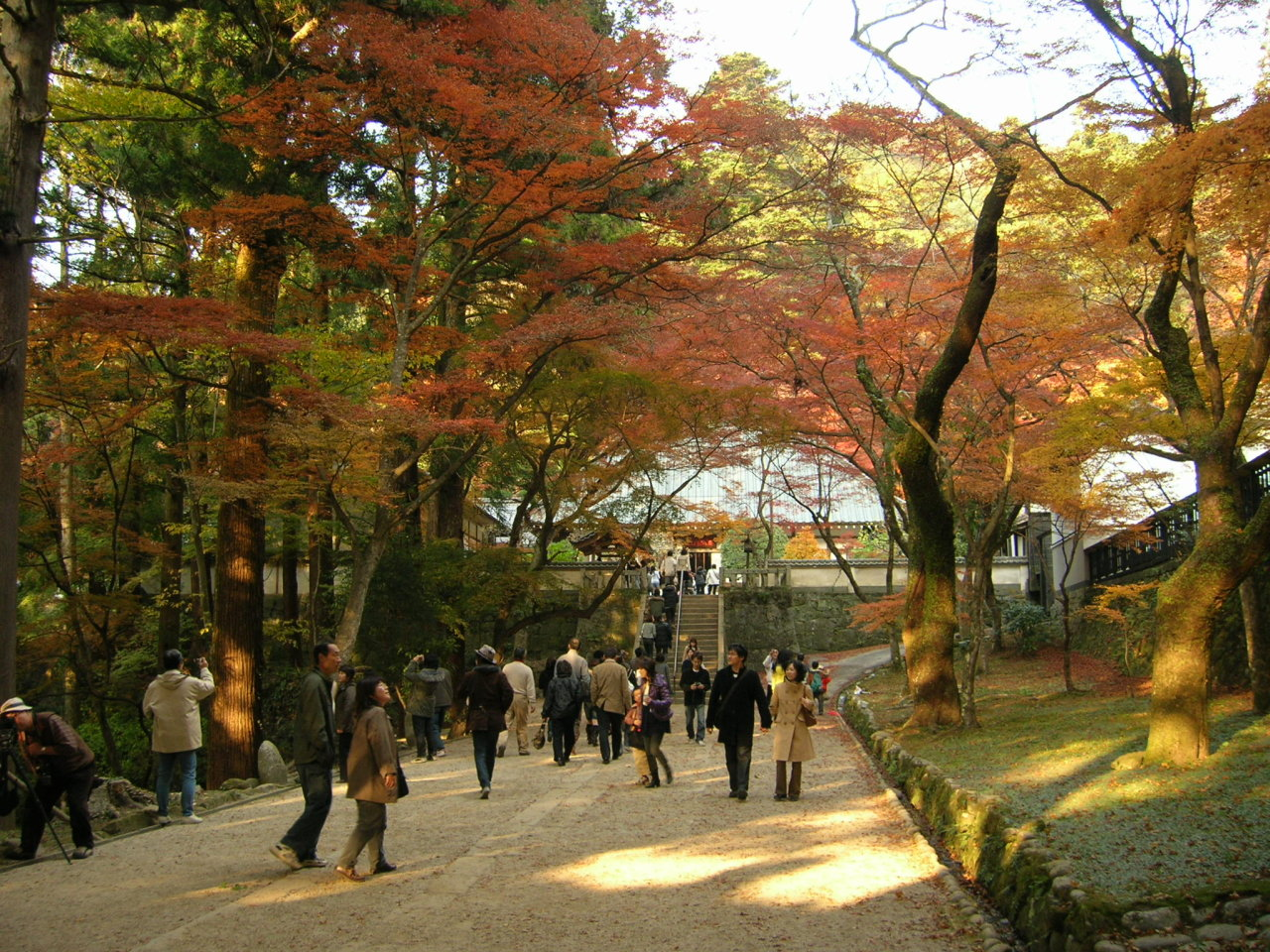
参道 （2007年（平成19年）12月）
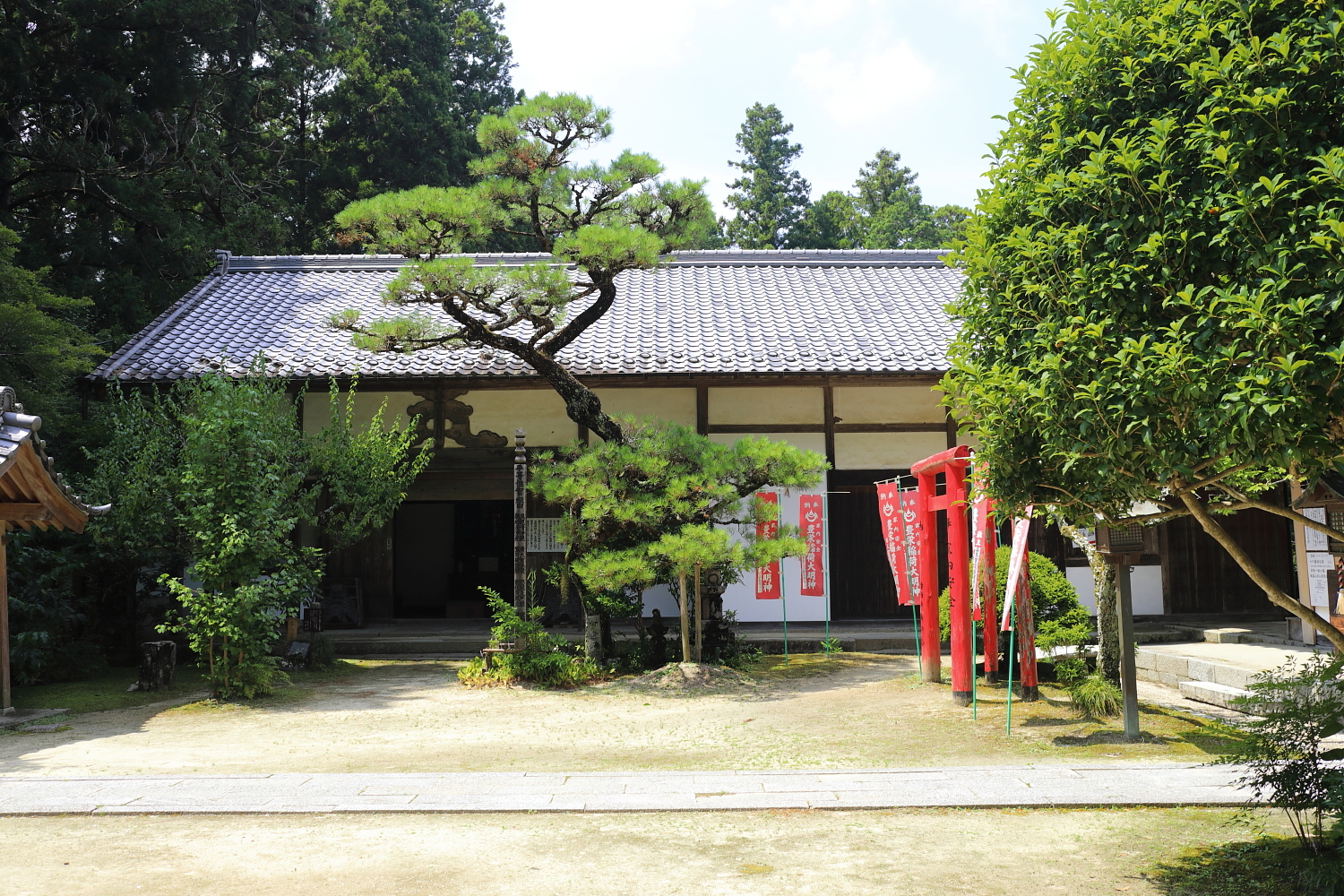
禅堂・衆寮 （2019年（令和元年）8月）
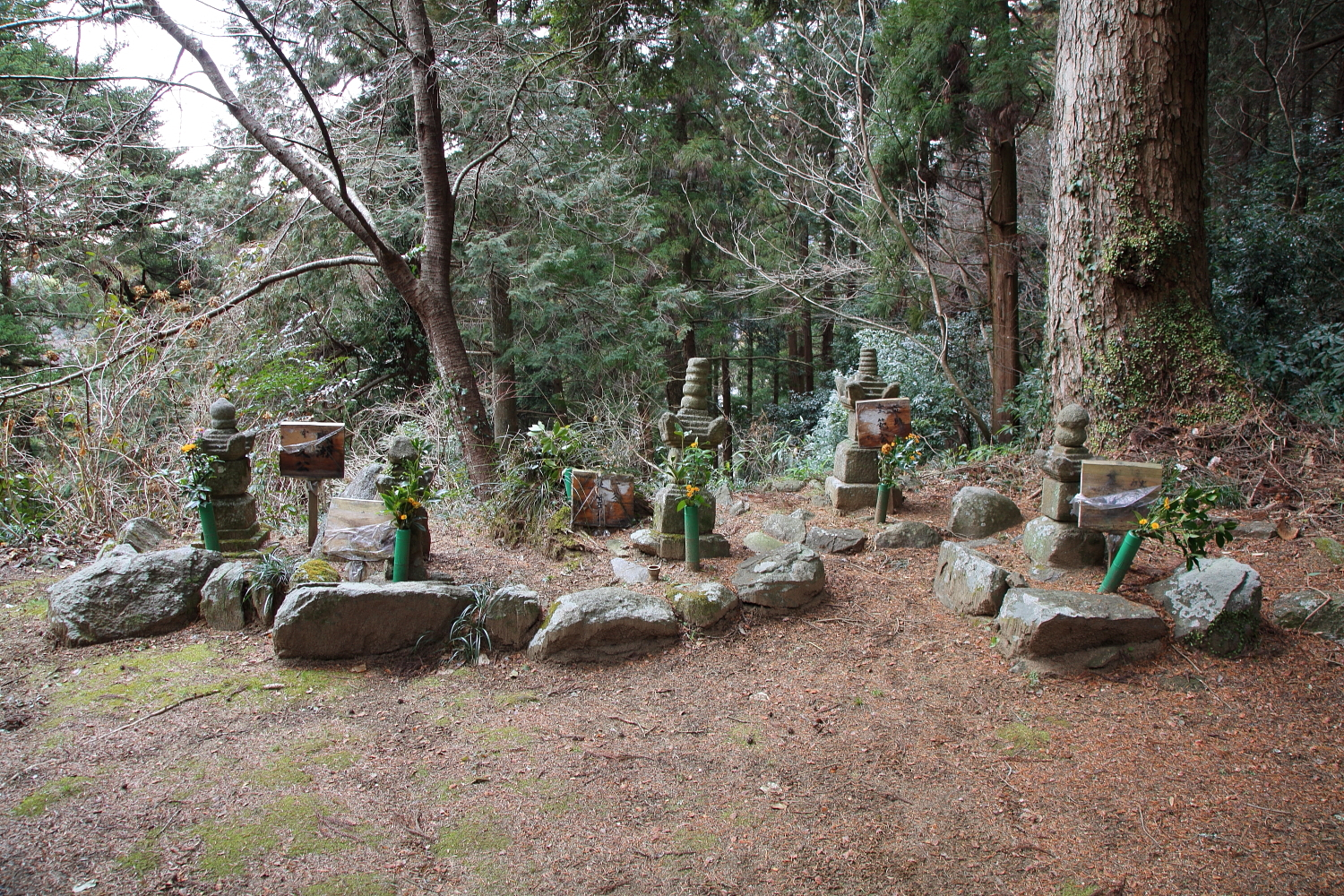
装束塚 （2012年（平成24年）2月）
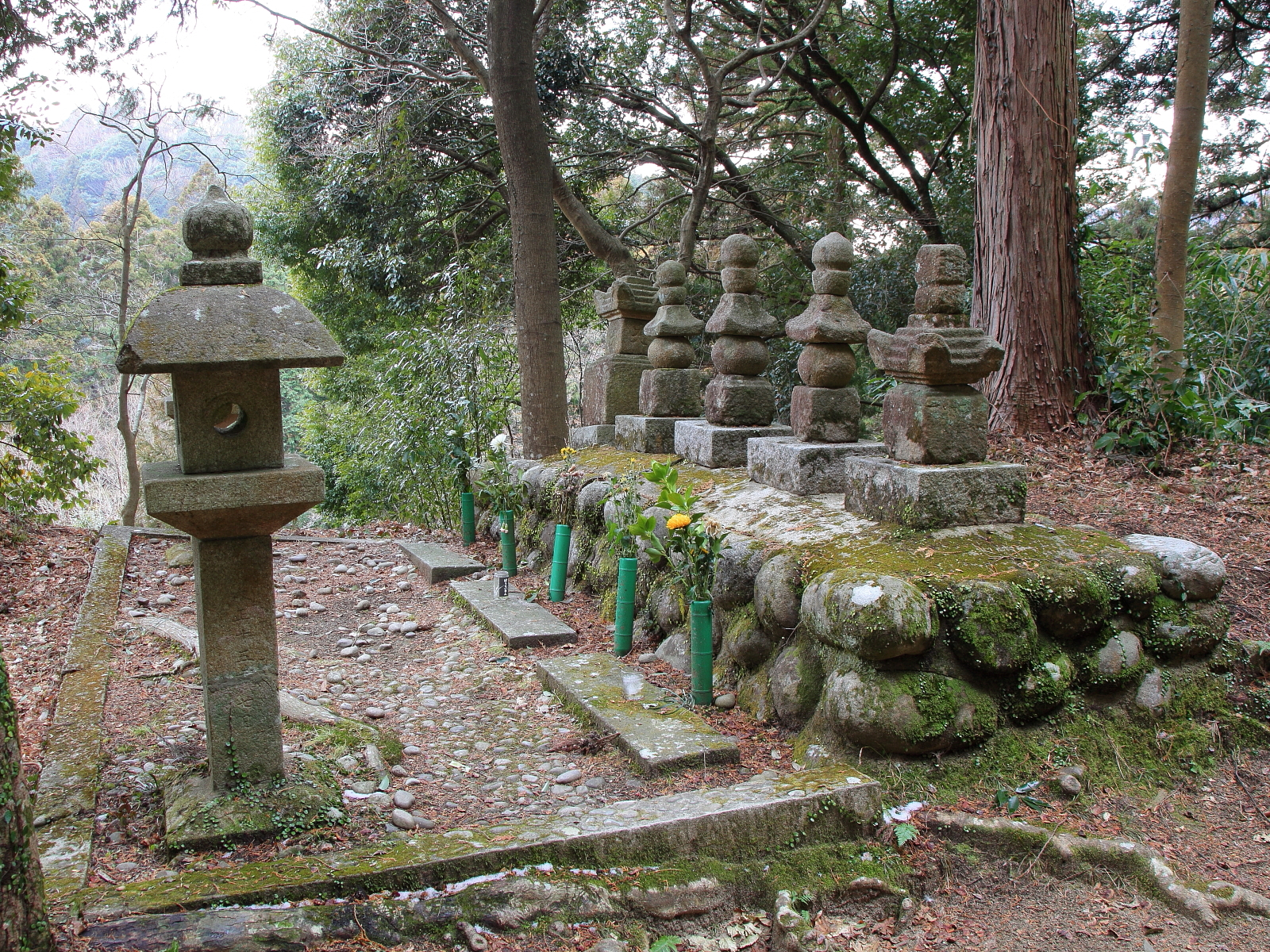
鈴木五代の墓 （2012年（平成24年）2月）
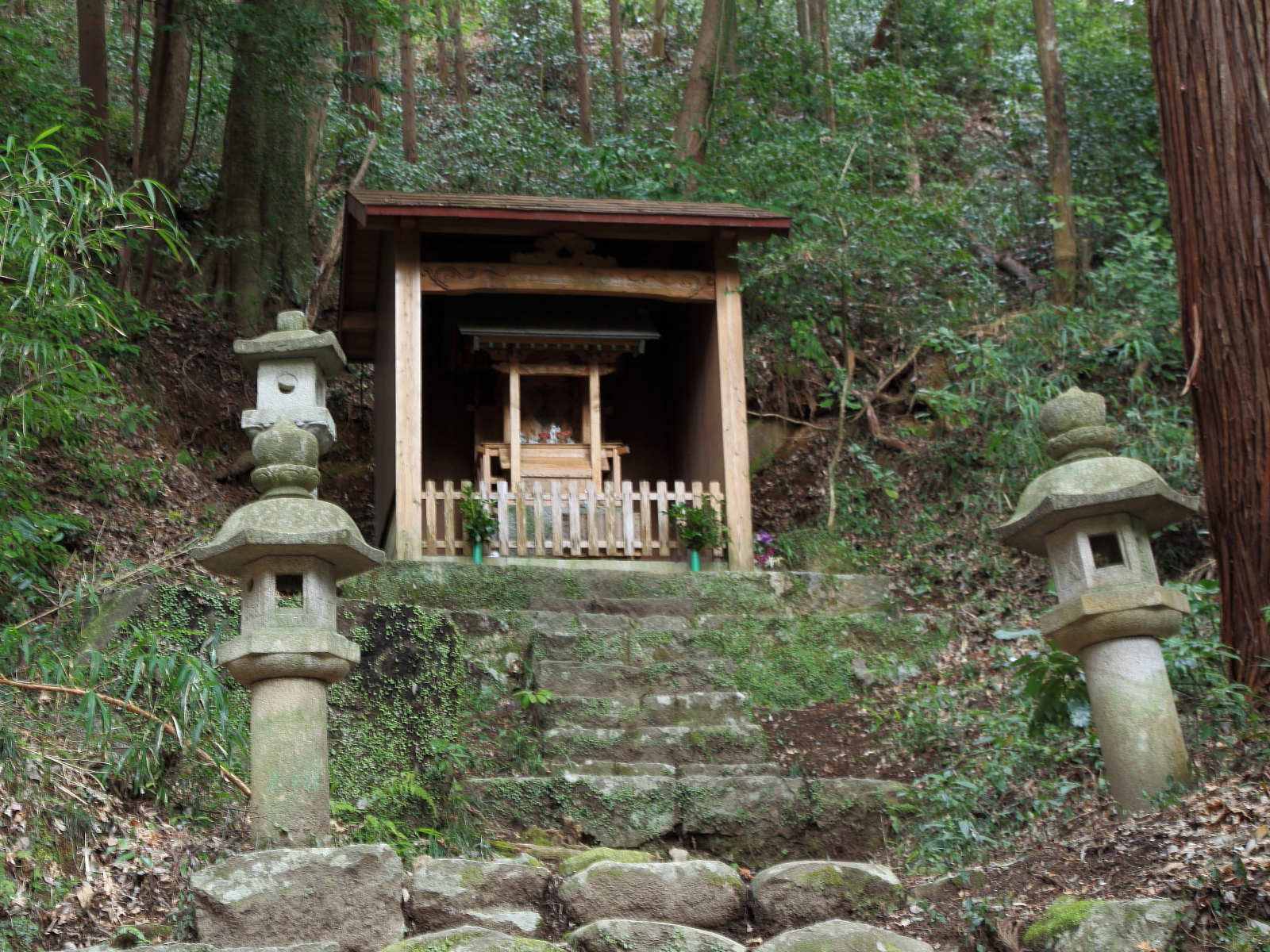
豊栄稲荷奥の院 （2012年（平成24年）2月）
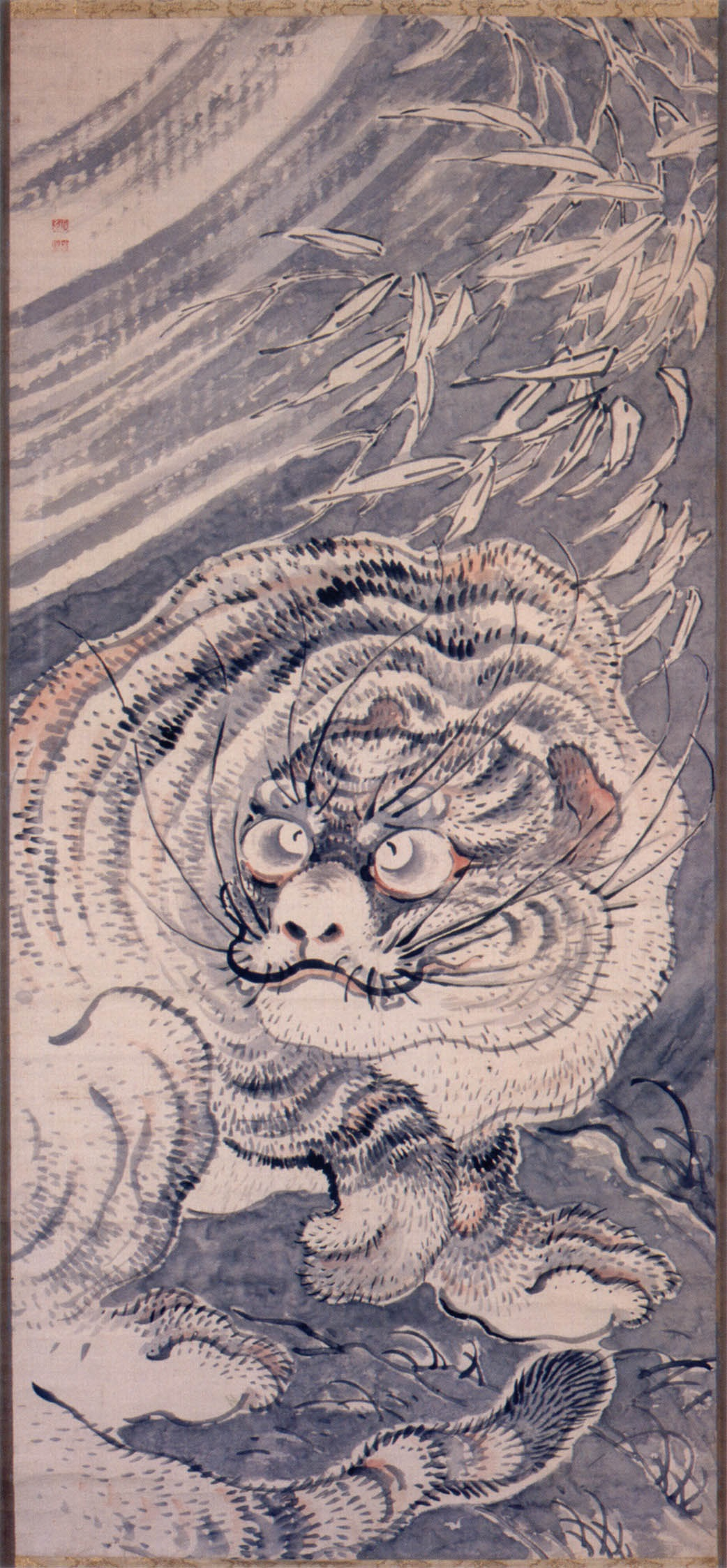
僧風外作品群　『暴風猛虎の図』 （19世紀（江戸時代後期））
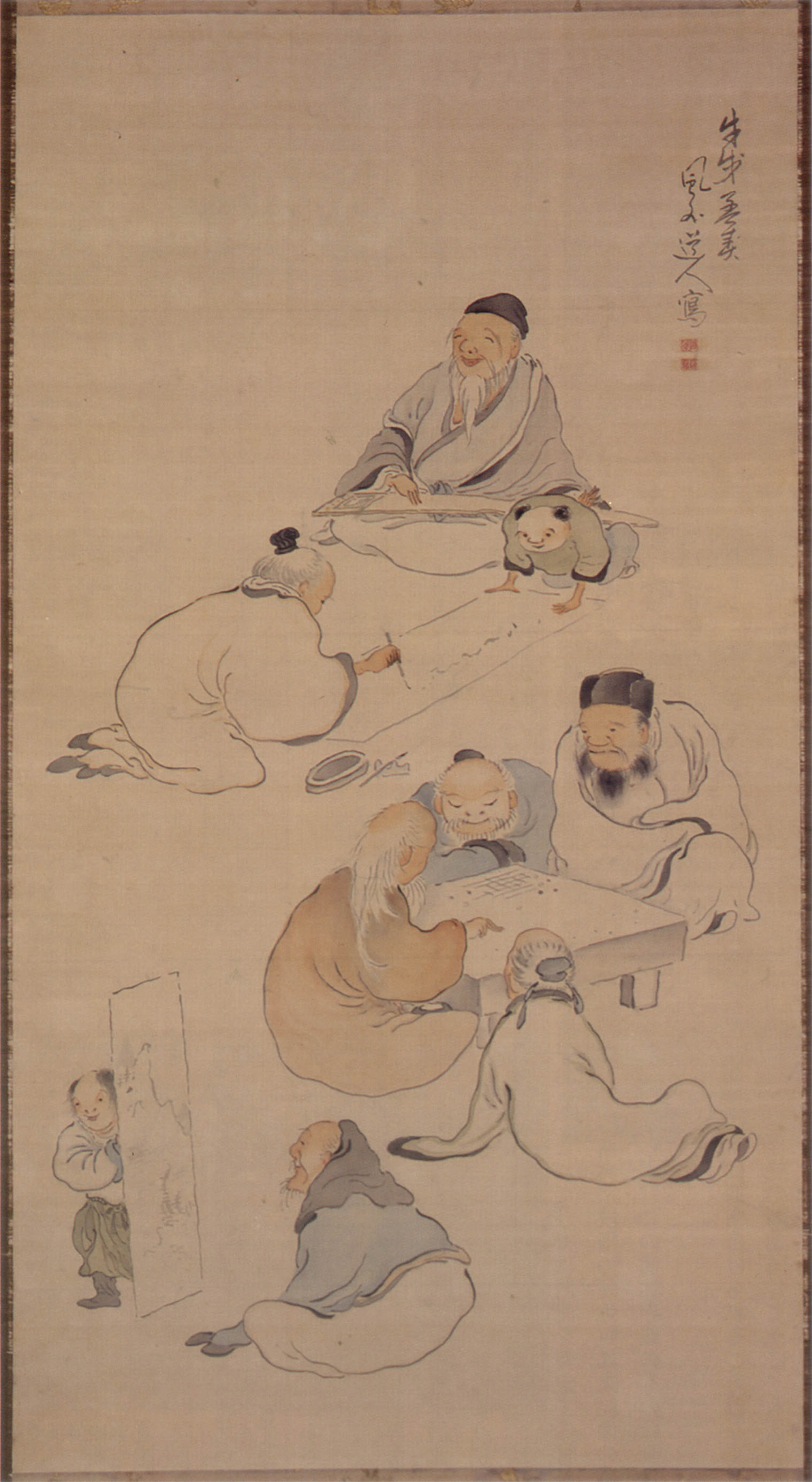
僧風外作品群　『琴棋書画図』 （1838年（天保9年））
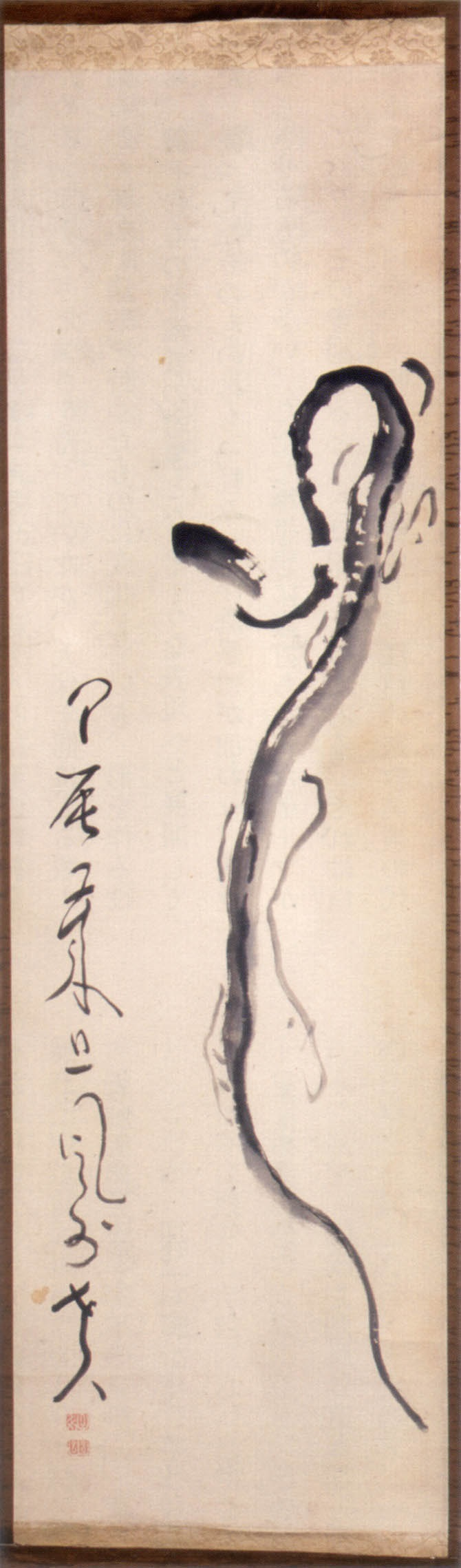
僧風外作品群　『一筆龍図』 （1844年（弘化元年））